# Eishockey-Bayernliga 1976/77
Die Eishockey-Bayernliga 1976/77 wurde unter dem Dach des „Bayerischen Eissportverbandes“ (BEV) organisiert, sie ist die höchste Spielklasse des Landesverbandes Bayern. Die Bayernliga wurde hinter der  Regionalliga Süd als fünfthöchste Spielklasse im deutschen Ligensystem eingestuft.

## Saisonverlauf
Die Eishockey-Bayernliga 1976/77 war die neunte Ausspielung dieser Liga. Meister und Aufsteiger in die Regionalliga Süd 1977/78 wurde der TSV Königsbrunn. Vizemeister war der EV Fürstenfeldbruck, der ebenfalls aufsteigen konnte. Eigentlich wäre der EA Schongau abgestiegen, konnte aber durch den Rückzug des Landsberger 1b-Teams in der Liga verbleiben.

### Modus
Die elf Teilnehmer spielten eine Hin- und Rückrunde. Platz eins wurde Bayerischer Meister. Meister und Vizemeister waren beide für die Regionalliga Süd qualifiziert. Die Mannschaft auf dem elften Platz wäre der Absteiger gewesen, was sich aber durch den Rückzug eines Teams aufhob.

## Teilnehmer
Neu dabei waren die Landesligaaufsteiger TSV Hohenpeißenberg und der TSV Trostberg. Die EA Schongau wechselte von der Natureis- in die Kunsteisbayernliga. Absteiger aus der Regionalliga wäre der TSV Marktoberdorf gewesen, der zog sich aber in die Landesliga zurück.
| - SC Gaißach - ERSC Amberg - EV Mittenwald | - EV Landsberg 1b - TSV Königsbrunn - EHC Bad Reichenhall | - EA Schongau (N) - TSV Trostberg (N) - TSV Hohenpeißenberg (N) | - EV Berchtesgaden - EV Fürstenfeldbruck |

(N) = Neu in der Liga

### Meisterrunde
|    | Mannschaft              | Sp   | Tore    | Diff. | Pkte |
| -- | ----------------------- | ---- | ------- | ----- | ---- |
| 1. | TSV Königsbrunn         | 20   | 134:74  | +60   | 32   |
| 2. | EV Fürstenfeldbruck     | 20   | 124:66  | +58   | 31   |
| 3. | EHC Bad Reichenhall     | 19*  | 101:78  | +23   | 30   |
| 4. | EV Mittenwald           | 19*  | 95:57   | +38   | 25   |
| 5. | SC Gaißach              | 18** | 96:80   | +16   | 18   |
| 6. | ERSC Amberg             | 19*  | 84:91   | −7    | 16   |
| 7. | TSV Hohenpeißenberg (N) | 20   | 88:116  | −28   | 16   |
| 8. | TSV Trostberg (N)       | 19*  | 122:151 | −29   | 16   |
| 9. | EV Berchtesgaden        | 20   | 80:111  | −31   | 13   |
| 10 | EV Landsberg 1b (R)     | 20   | 84:130  | −46   | 9    |
| 11 | EA Schongau (N)         | 20   | 68:130  | −62   | 8    |

- (N) = Neu in der Liga (R) = Rückzug, * ein Spiel weniger / ** zwei Spiele weniger

 Meister und Aufsteiger  Aufsteiger  Rückzug  für die Bayernliga 1977/78 qualifiziert
- Bayerischer Meister 1976/77 wurde der TSV Königsbrunn.